# École d'architecture de Paris-la-Défense
L'école d'architecture de Nanterre est un ancien établissement supérieur d'enseignement en architecture située à Nanterre, près du parc André-Malraux. Les bâtiments qui composent l'école sont construits en 1971 sur les plans de Jacques Kalisz et Roger Salem. L'école ferme définitivement à l'été 2004.

## Historique
Issue du décret du 6 décembre 1968 actant l'éclatement de la formation d'architecture précédemment dispensée par les Beaux-arts en plusieurs « unités pédagogiques » indépendantes (UP), l'UP2 (1974-1984) est logée temporairement sur des sites multiples à Paris 6e et 18e avant son installation brutale en septembre 1976 dans les nouveaux locaux créés pour l'UP5 qui prend le nom d'école d'architecture de Paris-la-Défense en 1986. 
L'école est construite en 1971 sur les plans de Jacques Kalisz et Roger Salem, avec la participation de l'entreprise Geep-Industries. En France, elle constitue un exemple rare de construction métallique en préfabriqué. Elle témoigne d'une architecture modulaire et industrialisée. Ses concepteurs utilisent « un système constructif simple et souple basé sur la superposition de trois carrés, découlant lʼun de lʼautre par une combinaison de poutres en L ou en H. Lʼorganisation des plateaux du bâtiment reflète la volonté de créer les liens intergénérationnels entre les étudiants ».
La suppression de l'école est actée par décret en 2001, les enseignants, élèves et personnels étant transférés vers les écoles de Paris-Malaquais et Paris-Val-de-Seine.
L'école ferme ses portes entre 2003 et juillet 2004,,,.
En 2012, l’État propose de créer deux-cents logements sociaux avant de renoncer, à cause de la modification par la ville de Nanterre de son plan local d'urbanisme.
En 2017, l'école laissée à l'abandon depuis sa fermeture est très dégradée par l'usure du temps et les squatteurs. Elle est mise en vente par l’État au mois d'août pour un coût de 13 millions d'euros,. L'appel d'offre à projet Inventons la métropole du grand Paris doit permettre le financement par la métropole du Grand Paris.
En novembre 2018, 224 candidatures ont été déposées depuis l'appel d'offre.
En juin 2019, avec le concours d'Eiffage Immobilier, le pôle universitaire Léonard-de-Vinci annonce que l'école, très délabrée, sera réhabilitée pour un coût d'environ 100 millions d'euros,. Le projet baptisé Open Source par la société maitre d'œuvre It's doit aboutir en 2023,.